# Sivananda

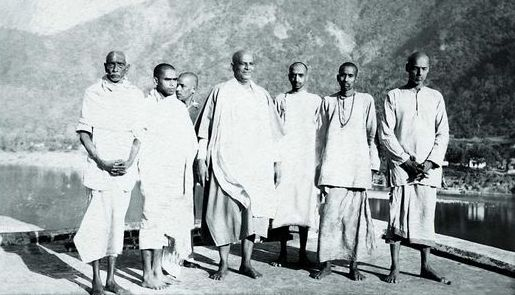
Sivananda (Mitte) mit Schülern

Swami Sivananda Saraswati (IAST: Svāmī Śivānanda Sarasvatī; * 8. September 1887 in Pattamadai, Tamil Nadu; † 14. Juli 1963, bürgerlicher Name: Kuppuswami) war ein bekannter indischer Yoga-Meister und Lehrer des Neo-Vedanta. Swami ist ein hinduistischer Ehrentitel, der von Mönchen und Nonnen getragen wird und bedeutet „Meister“.

## Leben
Sivananda entstammte ursprünglich einer orthodoxen Brahmanenfamilie. Sein Vater, Sri P.S. Vengu Iyer, arbeitete als Finanzbeamter und war ein Shiva Bhakta (Verehrer von Shiva). Seine Mutter, Srimati Parvati Ammal, war ebenfalls religiös. Shivananda war das dritte und letzte Kind seiner Eltern. Er besuchte das Medical College in Thanjavur. Nach jahrelanger Tätigkeit als Arzt in Malaya (Malaysia) widmete er sein Leben dem Yoga und dessen Verbreitung.
Sivananda hatte in Malaysia mehrere Religionen kennengelernt, wie das Christentum, den Islam und den chinesischen Buddhismus.
1923 verließ er Malaysia, um eine ausgedehnte Pilgerreise in Indien zu unternehmen. Nach einem Aufenthalt in Varanasi brach er nach Rishikesh auf, wo er seinen Guru Vishwananda Saraswati traf. Durch diesen erhielt Sivananda seine Initiation als Sannyasin in den hinduistischen Orden und ebenso seinen monastischen Namen.
1936 gründete er den Sivananda-Ashram in Rishikesh, die sogenannte Divine Life Society. 1948 rief er außerdem die „Yoga Vedanta Forest Academy“ ins Leben. In über 200 Büchern beschäftigte er sich mit den Lehren des Hinduismus, des Yoga und des Vedanta. Seine Lehren beziehen sich hauptsächlich auf Yoga und den devotionalen Hinduismus, allerdings liegt ihnen der Gedanke der Einheit aller Religionen zugrunde. So verfasste er auch das universelle bzw. allumfassende Gebet, das die in seiner Tradition Praktizierenden regelmäßig, vor allem beim Satsang, rezitieren. Sivananda lehrte den „Yoga der Synthese“, der die Heilswege Hatha Yoga, Raja Yoga, Jnana Yoga, Karma-Yoga und Bhakti Yoga vereint.
Zu seinen Schülern zählen Krishnananda, Chidananda, Venkatesananda, Omkarananda, Satyananda und Vishnudevananda. Zu den europäischen Schülern Sivanandas, die durch eigene Schriften den Yoga in Europa zu verbreiten halfen, gehörten André van Lysebeth, Boris Sacharow und die nach Kanada emigrierte Deutsche Sivananda Radha.
Sein Schüler Vishnudevananda zählt zu den Pionieren des Yogas im Westen. Die Internationalen Sivananda Yoga Vedanta Zentren wurden von Vishnudevananda in Kanada gegründet und nach Sivananda benannt. Im deutschsprachigen Raum gründete Vishnudevananda Yogazentren in Wien (1972), München (1974) und Berlin (1991). Der Begriff Sivananda bzw. Sivananda Yoga ist heute von den Internationalen Sivananda Yoga Vedanta Zentren als Wortmarke geschützt. Die Zentren agieren unabhängig von der von Sivananda gegründeten Organisation Divine Life Society.

## Werke (Auswahl)
- Die Kraft der Gedanken. Mangalam Books, ISBN 3-922477-94-1
- Shrimad Bhagavad Gita. Erläuternder Text und Kommentar von Swami Sivananda. Mangalam Books, ISBN 3-922477-06-2
- Hatha-Yoga. Der sichere Weg zu guter Gesundheit, langem Leben und Erweckung der höheren Kräfte. Heinrich Schwab Verlag, ISBN 3-7964-0097-3
- Göttliche Erkenntnis. Mangalam Books, ISBN 3-922477-00-3
- Sadhana. Ein Lehrbuch mit Techniken zur spirituellen Vollkommenheit. Mangalam Books, 1998, ISBN 3-922477-07-0